# Skellefte älv
Skellefte älv (eller Skellefteälven; pitesamisk Seldutiedno, umesamisk Syöldateiednuo) er en af de større floder i det nordlige Sverige.
Den løber gennem Norrbottens- og Västerbottens län.
Den har en samlet længde på 410 km og har sit udspring i søen Ikesjaure i den vestlige del af Lappland, løber gennem søerne Hornavan, Uddjaure og Storavan og munder ud i Bottenbugten ved byen Skellefteå.
Skellefte älvens vigtigste bifloder er Malån, Petikån, Finnforsån, Bjurån og Klintforsån.
Elven er grundigt reguleret til kraftproduktion, og de fleste vandkraftværkerne drives af af Skellefteå Kraft , bl.a. Grytfors (31 MW), Rengård (36 MW) og Båtfors (42 MW).
Vattenfall driver tre større kraftværker ved Skellefte älv:
Bastusel (siden 1972, 107 MW), Gallejaur (siden 1964, 219 MW), Vargfors (siden 1961, 120 MW).

## Eksterne kilder og henvisninger
1. ↑  Sveriges Meteorologiska och Hydrologiska Institut (SMHI) - Län och huvudavrinningsområden i Sverige
2. ↑  Vattenfall - Skellefte älv

- Wikimedia Commons har flere filer relateret til Skellefte älv